# 2024년 하계 올림픽 스리랑카 선수단
2024년 하계 올림픽 스리랑카 선수단은 2024년 7월 26일부터 8월 11일까지 프랑스 파리에서 열린 2024년 하계 올림픽에 참가한 올림픽 스리랑카 선수단이다.
2024년 올림픽 대회는 스리랑카의 19번째 올림픽 참가 대회로 1976년 하계 올림픽을 제외하고 1948년 대회부터 연속으로 올림픽에 참가했다. 이전에 참가한 올림픽 대회 중중 7번은 "실론"이라는 국호로 출전했다.
스리랑카 선수단은 3개 종목에 출전하는 6명의 선수(성별 3명)로 구성되었다.

## 출전 선수
| 종목     | 남자 | 여자 | 전체 |
| -------- | ---- | ---- | ---- |
| 배드민턴 | 1    | 0    | 1    |
| 수영     | 1    | 1    | 2    |
| 육상     | 1    | 2    | 3    |
| 전체     | 3    | 3    | 6    |

## 메달 집계
| 종목 | 1 | 2 | 3 | 합계 |
| 종목 | ' | ' | ' | '    |
| 종목 | ' | ' | ' | '    |
| 종목 | ' | ' | ' | '    |
| 합계 | ' | ' | ' | '    |

## 같이 보기
- 2024년 하계 올림픽